# Ramón Berenguer de Aragón
Ramón Berenguer de Aragón (1308-c. 1366) fue un infante de Aragón, I conde de Prades y I barón de Entenza (1324-1341) y I conde de Ampurias (1341-1364).

## Orígenes familiares
Hijo menor de Jaime II de Aragón y Blanca de Anjou, su padre le concedió el condado de Prades y la baronía de Entenza.

## Biografía
El infante Ramón Berenguer pasó largo tiempo en tierras alicantinas, que conquistara su padre para la Corona de Aragón. En el siglo XIV, concretamente el 4 de mayo de 1334, en la catedral de Barcelona, su padre hizo donación con cláusula de reversión a la Corona a su hijo el infante Ramón Berenguer de la Villa de Elche, con su puerto del cabo del Aljub (también llamado Aljuge, Algibe o Aljibes), que tomó más tarde el nombre de Pueblo Nuevo y, por último, Santa Pola. El 18 de febrero de 1337, Ramón Berenguer concede al Concejo de Elche permiso para edificar «una torre» en la isla de Santa Pola (o Isla Plana), que pertenecía a su término, para guardia de su puerto y de los navegantes. El señorío incluía las villas de Elche, Santa Pola, Crevillente, Aspe y Monforte del Cid, comarca hoy conocida como Valle Medio del Vinalopó. En 1341 cambió el condado de Prades y la baronía de Entenza, con su hermano Pedro de Aragón y Anjou por el condado de Ampurias. En esos años de estancia en tierras alicantinas, en 1346 casa a una de sus hijas, Juana, con el señor de Villena Fernando Manuel de Villena, hijo de Don Juan Manuel.
Más tarde fue de gran ayuda para su sobrino, el rey Pedro IV de Aragón en las campañas de sublevación en el Reino de Valencia (1347-1348) en donde tuvo una participación decisiva para sofocar la revuelta de la Unión de Aragón, coaligada a la Unión de Valencia, por motivos de sucesión.

## Sepultura
Fue sepultado en el convento de Predicadores de Santa Catalina de Barcelona junto con su segunda esposa,  María Álvarez de Jérica. El convento fue demolido en 1835 y nada ha quedado de la sepultura del infante.

## Matrimonios y descendencia
En 1326 se quiso casar con Beatriz de Jérica, hija de Jaime II de Jérica y de su esposa Beatriz de Lauria, pero finalmente se casó con su prima carnal, Blanca de Tarento, hija de Felipe I de Tarento, hermano de Blanca de Anjou, la madre de Ramón Berenguer,   y de su esposa Tamar Angelina Comnena. De este matrimonio nacieron: 
- Juana de Ampurias[5] (1330-1395), conocida también como Juana Despina (o de la Espina) de Rumanía, casada en 1346 con el señor de Villena Fernando Manuel de Villena, hijo de Don Juan Manuel, con descendencia extinta[6]
- Blanca de Ampurias (1334-?), casada con Hugo II de Cardona, sin descendencia o con descendencia extinta
- Juan I de Ampurias (1338-1398), II conde de Ampurias

Tras la muerte de Blanca, quiso casar con Leonor de Sicilia —que fue después la tercera esposa del rey Pedro el Ceremonioso—, pero el papa no aprobó el enlace. En 1338 contrajo matrimonio en la Catedral de Valencia con María de Jérica, también llamada María Álvarez, hija del barón Jaime II de Jérica y de Beatriz de Lauria. Fue excomulgado por ser María parienta en tercer grado, aunque posteriormente obtuvo la dispensa papal. De este matrimonio no hubo sucesión.
En 1364 hizo donación del condado a su hijo Juan, año en que se casó. A partir de este momento no se sabe nada más con certeza del infante Ramón Berenguer, si bien parece ser que entró de monje en algún convento.
| Predecesor: Título creado | Conde de Prades 1324-1341   | Sucesor: Pedro de Aragón |
| Predecesor: Pedro I       | Conde de Ampurias 1341-1364 | Sucesor: Juan I          |